# Archanara nigricans
Archanara nigricans là một loài bướm đêm trong họ Noctuidae.